# Tádžické národní muzeum
Tádžické národní muzeum je muzeum historie a kultury Tádžikistánu v tádžickém hlavním městě Dušanbe. Muzeum bylo založeno v roce 12. srpna 1934 a při založení mělo 530 exponátů, dnes sbírky muzea přesahují padesát tisíc položek. Dne 27. listopadu 1999 získalo status národního muzea. Do roku 2011 mělo jméno po slavném perském malíři Kamal ud-din Behzadovi,který žil na dvorech sultána Husajna Bayqara a Ismaila. I.

## Budova
Pro Tádžické národní muzeum v Dušanbe byla postavena nová moderní budova, do které se muzeum přestěhovalo v roce 2013. V muzeu je 22 výstavních hal o celkové rozloze přibližně 15 000 metrů čtverečních. Budova se nachází v bezprostřední blízkosti řeky Warsob. Poblíž muzea se nachází Tádžický památník nezávislosti, Tádžická národní knihovna a několika parků, včetně parku Rudaki, pojmenovaného po tádžickém básníkovi Rúdakim.

## Výstavy
Cílem muzea je poskytnout více informací návštěvníkovi o historii a kultuře mladého středoasijského státu, který získal nezávislost na Sovětském svazu až v roce 1991. Muzeum je tematicky rozděleno do tří oblastí: jedním tématem je přírodní historie, další oblastí zájmu muzea jr archeologie a třetí tematickou oblastí je současné umění. Exponáty v archeologické sekci pocházejí z různých období, od doby před islámskou expanzí do střední Asie, kdy byl zoroastrianismus převládajícím náboženstvím ve střední Asii. Nejznámější částí výstavy jsou nádherné nástěnné malby ze starého Panjakentu, Pompejemi Tádžikistánu, dřevěné islámské modlitební výklenky (mihrab) od 10. století a replika buddhistického kláštera Adzhina-Teppa, který se nachází v jižním Tádžikistánu. Další částí exponátů je sbírku dárků od hlav států tádžickému prezidentovi Emomalijovi Rahmonovi.

### Zadržená umělecká díla
Národní muzeum bylo kritizováno za to, že nevystavuje obrazy známých umělců v držení muzea. Jsou to především díla ruských umělců, včetně Ivana Konstantinoviče Aivazovského a Victora Michajiloviče Wasnezova, ale také díla slavných západních umělců, jako je Raphael nebo Giovanni Bellini. Po obnovené diskusi o těchto exponátech v roce 2011 muzeum slíbilo vystavovat obrazy po přestěhování do nové budovy, ale to se nestalo.